# Enoch Powell

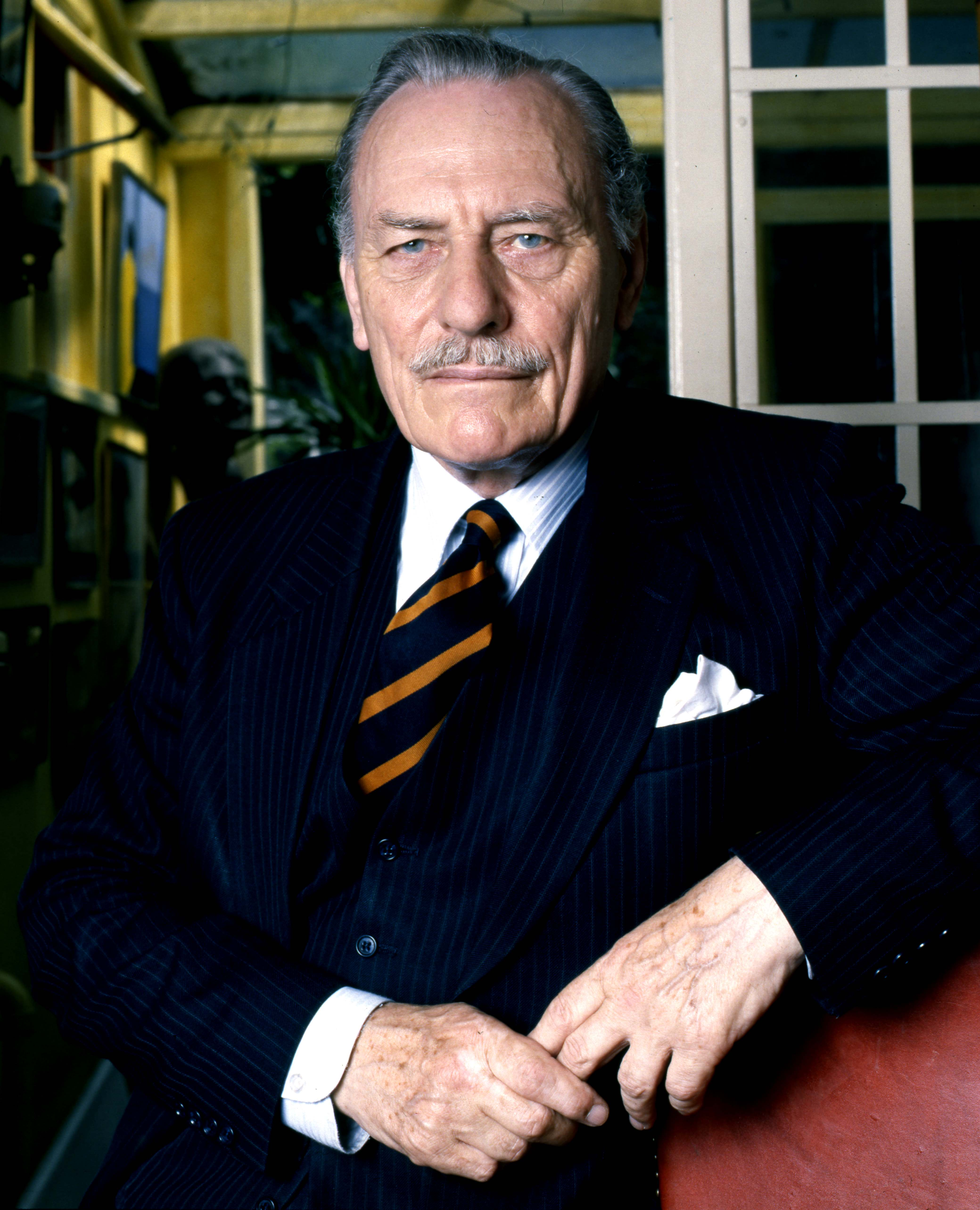
Enoch Powell fotografiert von Allan Warren (1987)

John Enoch Powell [ˌd͡ʒɒn iːnɒk ˈpaʊəl] (* 16. Juni 1912 in Stechford, Birmingham; † 8. Februar 1998 in London) MBE, war ein britischer Altphilologe und konservativer Politiker. Seine Fähigkeiten als Polemiker und Redner sicherten ihm öffentliche Unterstützung für seine kontroversen Ansichten zu Themen wie Immigration und den Beitritt des Vereinigten Königreichs zur Europäischen Gemeinschaft und entzündeten nationale Debatten, die sich bis heute fortsetzen.

## Leben

### Frühe Jahre
Powell wurde 1912 als Sohn von Albert Enoch Powell und Ellen Mary Breese, zweier Lehrer aus Wales, geboren. Seine hohe Intelligenz wurde sehr früh offenkundig. Nach der King Edward’s School, Birmingham, setzte er seine Ausbildung am Trinity College in Cambridge fort, wo er unter den Einfluss seines Tutors Alfred Edward Housman geriet und in seinem ersten Studentenjahr alle wichtigen klassischen Wettbewerbe gewann, an denen Undergraduates teilnehmen konnten. Mit 25 Jahren wurde er der jüngste Professor im gesamten Commonwealth, als er zum Professor für Klassisches Griechisch an der Sydney University in New South Wales, Australien berufen wurde. Zu seinen Schülern gehörte der spätere australische Premierminister Gough Whitlam. Seine Edition von Thukydides’ Geschichte des Peloponnesischen Kriegs, 1938 bei Oxford University Press erschienen, wurde zur Standardausgabe. Autodidaktisch erlernte er die Walisische Sprache.
Während seines Studiums in Cambridge nahm Powell Kurse in Urdu an der Schule für Orientalische Studien, heute die School of Oriental and African Studies, University of London, um seine Chancen auf eine spätere Berufung als Vizekönig von Indien zu erhöhen. Aus dem gleichen Grunde erlernte er auch Hindi.
Während seiner Professur in Australien steigerte sich seine Wut auf die Appeasementpolitik der Regierung Chamberlain gegenüber Deutschland, die er als Verrat an britischen Interessen ansah. In einem Brief an seine Eltern vom Juni 1939 vor Ausbruch des Zweiten Weltkriegs schrieb er: „Es sind die Briten, nicht ihre Regierung; denn wenn sie nicht blinde Feiglinge wären, würden sie Chamberlain und Halifax und all die anderen kriecherischen Verräter lynchen.“ Unmittelbar nach Kriegsausbruch kehrte Powell ins Vereinigte Königreich zurück, nicht ohne ein russisches Wörterbuch zu kaufen, weil er annahm, „Russland dürfte den Schlüssel für unser Überleben und Sieg besitzen, wie es 1812 und 1916 der Fall war“.

### Kriegsjahre
Nach seiner Rückkehr meldete sich Enoch Powell freiwillig zum Kriegsdienst. Allerdings lehnten ihn die meisten Musterungsstellen ab, und erst über einen Monat nach seiner Ankunft nahm ihn das Royal Warwickshire Regiment auf, bei dem sich Powell als Australier eingeschrieben hatte. Powell kämpfte auch bei den Desert Rats (7. Britische Panzerdivision) in Afrika. Hier in Algier wurde Powells Abneigung gegen die Vereinigten Staaten gepflanzt. Nach einigen Gesprächen mit leitenden amerikanischen Verantwortlichen kam er immer mehr zu der Überzeugung, dass ein wichtiges amerikanisches Kriegsziel die Zerstörung des Britischen Weltreichs sei. In einem Brief vom 16. Februar 1943 schrieb er: „Am Horizont sehe ich eine größere Bedrohung als Deutschland oder Japan jemals waren […] unseren furchtbaren Feind, Amerika […]“.
Seine Vorstellung von einem amerikanischen Antibritannismus blieb während des Krieges erhalten. Powell schnitt einen Artikel der Amerikanerin Clare Boothe Luce aus dem Statesman vom 13. November 1943 aus, den er für den Rest seines Lebens aufhob und in dem sie in einer Rede erklärte, die indische Unabhängigkeit bedeute, dass „die Vereinigten Staaten den größten Weltkrieg um Demokratie gewonnen“ hätten. Verzweifelt versuchte Powell,  in den Fernen Osten zu gelangen, um am Kampf gegen Japan teilzunehmen, weil „der Krieg in Europa gewonnen ist und ich den Union Jack zurück in Singapur sehen möchte“, bevor die Amerikaner die Briten zum Abzug zwingen würden. Bei Kriegsende war er der jüngste Brigadier der britischen Armee, der als Gefreiter in den Dienst getreten war. Powell fühlte sich jedoch bei Kriegsende schuldig, weil er überlebt hatte, während viele Soldaten unterschiedlichen Ranges, denen er während des Krieges begegnet war, gestorben waren.

### Konservative Partei
Nach dem Krieg trat er der Konservativen Partei bei und arbeitete im Conservative Research Department, dem Strategiezentrum der Partei, wo Iain Macleod einer seiner Kollegen war. Bei den Unterhauswahlen 1950 wurde er im Wahlkreis Wolverhampton South West zum Abgeordneten gewählt.
Innerhalb seiner Fraktion gehörte Powell der Suezgruppe an. Diese Parlamentariergruppe wandte sich gegen den Abzug britischer Truppen vom Suezkanal, weil das Vereinigte Königreich ihrer Ansicht nach durch einen solchen Abzug seinen Anspruch auf Präsenz am Suezkanal dauerhaft aufgebe. Dennoch war er, als nach dem britischen Abzug 1954 die Ägypter den Kanal 1956 verstaatlichten, gegen den britischen Versuch zur Wiedereroberung des Kanals, weil seiner Meinung nach die Briten nicht mehr die Ressourcen einer Weltmacht besaßen.
Er arbeitete als parlamentarischer Staatssekretär im Wohnungsbauministerium und von 1957 bis 1958 als parlamentarischer Finanzstaatssekretär, trat aber gemeinsam mit Schatzkanzler Peter Thorneycroft und Nigel Birch aus Protest gegen die Pläne der Regierung für wachsende Ausgaben zurück. In der Blütezeit des Keynesianismus glaubte er als überzeugter Monetarist an die Marktkräfte. Wachsende Staatsausgaben, die die Regierung finanzierte, indem sie neues Geld druckte, waren nach Powells Annahme eine wichtige Ursache für Inflation. Die Inflationsrate stieg auf 2,5 %, ein für die damalige Zeit hoher Wert besonders in Friedenszeiten. Er verurteilte die Mär von den angeblich zu mächtigen Gewerkschaften, die angeblich zu hohe Löhne forderten und erklärte wiederholt die Entscheidung der Regierung zu Ausgaben, die ihre Einnahmen übersteigen, zur Ursache der Inflation. Er geißelte insbesondere Wohnungsbauprogramme, die Hochhaussiedlungen entstehen ließen, in denen Gewalt und Anonymität grassierten, was zum Abriss der Gebäude führe, noch bevor die Hypotheken für ihre Errichtung abgetragen worden seien.
Powell kehrte 1960 in die Regierung zurück, als er zum Gesundheitsminister berufen wurde, gehörte dem Kabinett jedoch erst ab 1962 an. In dieser Funktion war er verantwortlich für ein ambitioniertes zehnjähriges Programm zum Krankenhausbau und für den Beginn der Abwicklung der großen psychiatrischen Institutionen. In seiner berühmten „Water-Tower“-Rede sagte er 1961, sein Ziel sei „die Eliminierung des weitaus größten Teils der psychiatrischen Kliniken dieses Landes, so wie sie heute existieren“, und charakterisierte die festungsartige Wirkung geschlossener Anstalten:
„Da stehen sie: isoliert, majestätisch, gebieterisch, über ihnen der gigantische Wasserturm, der sich mit dem Schornstein unverkennbar und einschüchternd über das Land erhebt – die Heime, die unsere Vorväter so solide errichteten, um die Vorstellungen ihrer Zeit auszudrücken. Unterschätzen Sie nicht für einen Moment ihre Fähigkeit zum Widerstand gegen unsere Attacke.“
Die Rede war einer von mehreren Gesprächsfäden, die zur Initiative Fürsorge innerhalb der Gemeinde (Care in the Community) in den 1980er Jahren führte.
Zusammen mit Iain Macleod lehnte er eine Position im Kabinett nach der Berufung von Alec Douglas-Home zum Premierminister ab. Nach der Niederlage der Konservativen bei den Unterhauswahlen 1964 kehrte er als Schattentransportminister in die erste Reihe seiner Fraktion zurück. Bei den ersten Wahlen seiner Partei zum Parteivorsitz 1965 trat er als Kandidat an, erreichte jedoch hinter Edward Heath nur den dritten Platz, was ihm trotz seiner antiamerikanischen Gesinnung die Berufung zum Schattenverteidigungsminister einbrachte.
In einer umstrittenen Rede vom 26. Mai 1967 kritisierte Powell die britische Rolle in der Nachkriegswelt: „Entschwindende letzte Spuren von Großbritanniens einst riesigem indischen Reich haben sich in unserer Vorstellung verwandelt in eine friedenserhaltende Rolle, für die die Sonne niemals untergeht. Unter Gottes guter Fürsorge und in Partnerschaft mit den Vereinigten Staaten schützen wir den Weltfrieden und eilen hierhin und dorthin, um den Kommunismus zurückzudrängen, Strohfeuer zu löschen und Umstürze zu unterdrücken. Es ist schwierig, eine Vorstellung, die so wenig Kontakt mit der Realität besitzt, zu beschreiben, ohne auf psychiatrische Termini zurückzugreifen.“

### „Ströme-von-Blut“-Rede
Powell war sich vor dem Halten der Rede bewusst, was diese für eine Bedeutung entfalten würde. Einem Freund sagte er einige Tage vorher: „Ich werde am Wochenende eine Rede halten und sie wird ‚zischen‘ wie eine Rakete. Während aber alle Raketen auf die Erde fallen, wird diese in der Luft bleiben.“ In der Rede, die er am 20. April 1968 in Birmingham hielt, sagte er wegen der Einwanderung farbiger Menschen ins Vereinigte Königreich eine Katastrophe voraus. Er sagte dabei unter anderem:

„Wir müssen verrückt sein, buchstäblich verrückt, wenn wir als Nation den jährlichen Zustrom von etwa 50.000 abhängigen Personen zulassen, die zum größten Teil das Material für das künftige Wachstum der von Einwanderern abstammenden Bevölkerung sind. Es ist, als würde man einer Nation zusehen, die eifrig damit beschäftigt ist, ihren eigenen Scheiterhaufen aufzuschichten.“

„Aus Gründen, die sie (= die weiße britische Bevölkerung) nicht nachvollziehen konnten und aufgrund einer Entscheidung, zu der sie nie konsultiert wurden, fanden sie sich als Fremde in ihrem eigenen Land wieder.“

Am Schluss folgt der Satz, unter dem die Rede auch international bekannt wurde. Der Name spielt auf eine Prophezeiung in Virgils Aeneis an, die Powell zitiert:

„Wenn ich nach vorne schaue, bin ich von Vorahnungen erfüllt. Wie der Römer scheine
ich ‚den Tiber von viel Blut schäumen‘ zu sehen.“

In dem in der Filmdokumentation Get Back (1969/2021) veröffentlichten Song Commonwealth kritisierten die Beatles Powells Position zur Migrationsfrage.

### Ungewöhnlicher Konservativer
Powell unternahm 1965 einen vergeblichen Versuch, Parteivorsitzender zu werden. Er erhielt nur 5 % der Stimmen der konservativen Parlamentsabgeordneten. Powells Popularität trug zum Überraschungssieg der Konservativen bei den Unterhauswahlen 1970 bei, der durch einen Umschwung zugunsten der Konservativen in den West Midlands nahe Powells Wahlkreis begünstigt wurde. Eine Umfrage des Daily Express wies ihn 1972 mittlerweile als populärsten Politiker des Landes aus; diese Popularität blieb ihm zu Lebzeiten erhalten.
Powell war ein glühender Anhänger der britischen Souveränität, die er im Unterhaus in Westminster, in Gesetzgebung und Währung und nicht zuletzt im britischen Militär repräsentiert sah. Dafür war er bereit, große Opfer zu bringen. Er griff auf Churchills Konzept der Vereinigten Staaten von Europa zurück, die im Europarat ihren institutionellen Rahmen gefunden hatten. Gesetze, die von einer nicht gewählten Europäischen Kommission erlassen und einem damals noch nicht gewählten Europäischen Parlament durchgewunken wurden, waren ihm ein Gräuel. Deshalb verließ Powell die Konservative Partei im Februar 1974 wenige Tage vor der Parlamentswahl und rief zur allgemeinen Überraschung zur Wahl der Labour-Partei auf, die ein Referendum zum Verbleib Großbritanniens in der EWG als einzigen Weg, die Souveränität des Vereinigten Königreichs zu sichern, angekündigt hatte. Er bekräftigte diese Linie erneut bei den Unterhauswahlen im Oktober 1974 – das Referendum wurde schließlich 1975 abgehalten. Das Resultat war ein klares Votum für einen Verbleib „im Gemeinsamen Markt“ (wie es auf dem Stimmzettel bezeichnet wurde). Die Konservativen verziehen Powell seinen Aufruf, Labour zu wählen, nie.
Hinter Powells Europaskepsis stand die Einschätzung, dass die Sowjetunion ungeachtet diverser Schaukonfrontationen im Kalten Krieg letztlich den Westen nicht überfallen wolle und werde – sie war seiner Meinung nach viel zu abhängig von den europäischen und amerikanischen Getreideüberschüssen. Es gebe also keinen Grund, die westliche Militärallianz zusätzlich auszubauen. Die „unabhängige Nuklearabschreckung Großbritanniens“ wurde von ihm ebenfalls negativ betrachtet, weil sie nicht rational genutzt werden könne und damit gegenstandslos sei. Er glaubte, dass das amerikanische Interesse am Vereinigten Königreich ein Versuch sei, es zu unterminieren, um den Vereinigten Staaten eine größere Weltgeltung zu verschaffen. Powell argumentierte außerdem, dass die Amerikaner den europäischen Staaten einschließlich des Vereinigten Königreichs rieten, der EWG beizutreten, weil sie der „politische Arm“ der NATO sei und deshalb in die große amerikanische Strategie gegen die Sowjetunion passen würde.

### Ulster Unionist Party
Nachdem er nach seiner Revolte vor der Wahl im Februar 1974 nicht mehr Mitglied des Unterhauses war, ließ er sich vor den vorgezogenen Unterhauswahlen Ende 1974 von der Nordirischen Unionistenpartei, der Ulster Unionist Party, aufstellen; ein Angebot der rechtsextremen National Front, als Kandidat für sie anzutreten, hatte er abgelehnt. Powell kehrte als Abgeordneter des Wahlkreises South Down ins Parlament zurück. Er lehnte den Beitritt zum Orange Order ab, der die UUP nach ihrer Abspaltung von der Konservativen Partei hauptsächlich kontrollierte, und war damit der erste Abgeordnete der Ulster Unionists in Westminster, der niemals Mitglied wurde. Er war ein ausgesprochener Gegner der extremistischen Unionisten, die von Reverend Ian Paisley und seinen Anhängern unterstützt wurden. Powell erklärte, dass Nordirland die IRA nur aufhalten könne, indem es sich völlig in das Vereinigte Königreich eingliedere und unter Aufgabe der erst kürzlich ausgesetzten Selbstverwaltung Nordirlands auf jeden Sonderstatus verzichte. Nach seiner Ansicht war dieser Sonderstatus der Provinz Ulster mit eigenem Parlament und Premierminister ein ständiger Anlass der Hoffnung für die IRA, dass Ulster vom Vereinigten Königreich gelöst werden könne: „Jedes Wort oder jeder Akt, der die Hoffnung auf die Verhandelbarkeit der Einheit mit dem Rest des Vereinigten Königreichs bewusst oder unbewusst stärkt, ist ein Beitrag zur Fortsetzung der Gewalt in Nordirland.“
Seiner Ansicht nach war der Ursprung der Auseinandersetzungen in Nordirland kein religiöser, sondern ein nationaler: Während die Protestanten sich als Briten begriffen und Briten bleiben wollten, verstanden sich die Katholiken als abweichende Nation der Iren. Weil das britische Parlament jedoch versäumt habe, die britische Identität zu definieren, fasse die IRA dies als Zögern auf: „Noch eine Bombe, und die Briten werden es satt haben, werden abziehen und wir werden alles übernehmen“, fasste Powell seine Auffassung der IRA-Sicht zusammen.
Während seiner späten Karriere als Abgeordneter der Ulster Unionisten kritisierte Powell weiterhin die Vereinigten Staaten und verdächtigte die Amerikaner, die Briten zu einem Ulster in einem Gesamtirland zu überreden, weil die Bedingung für eine irische Mitgliedschaft in der NATO die Einheit der Insel wäre. Die Amerikaner wollten die klaffende Lücke in der NATO-Verteidigung schließen, die zwischen der irischen Südküste und Nordspanien bestünde. Powell erklärte, er habe eine Kopie eines politischen Strategiepapiers des amerikanischen Außenministeriums vom 15. August 1950, in dem die amerikanische Regierung angeblich die Zweckmäßigkeit Irlands in internationalen Organisationen beklage, die durch die Teilung Irlands eingeschränkt werde, was die strategische Planung für Europa erschwere. Das Dokument fahre fort: „Es ist wünschenswert, dass Irland ein integraler Bestandteil der Verteidigungsplanung der Nordatlantikregion wegen seiner strategischen Position und seines gegenwärtigen Mangels an Verteidigungskapazität würde“.

Enoch Powell von A. Warren (1986)

1984 erklärte Powell die CIA zum Urheber des Mords an Lord Louis Mountbatten und des Todes der Abgeordneten Airey Neave und Robert Bradford, weil die Amerikaner Neaves Politik der Integration Nordirlands stoppen wollten. 1986 argumentierte er, nicht die INLA, sondern „MI6 und dessen Freunde“ wären für den Tod von Airey Neave verantwortlich.
Nach der Invasion Kuwaits durch den Irak 1990 erklärte Powell, das Vereinigte Königreich solle nicht am Krieg teilnehmen, weil es nicht im „formellen Sinne“ ein Alliierter Kuwaits sei, und das Gleichgewicht der Kräfte im Nahen Osten herzustellen nach dem Ende des Britischen Weltreichs nicht länger eine Aufgabe der Briten sei. Er merkte an, dass Saddam Hussein einen langen Weg zu nehmen hätte, bevor seine Truppen die Strände von Kent oder Sussex hinaufstürmen könnten. Nachdem die Briten kleinen Nationen erklärt hatten, sie gegen Angriffe zu verteidigen, sagte Powell: „Manchmal frage ich mich, ob wir, als wir unsere Macht aufgaben, vergessen haben, unsere Arroganz aufzugeben.“
Angesichts der deutschen Vereinigung 1990 forderte Powell die britische Regierung eindringlich auf, eine Allianz mit Russland zu etablieren, um den deutschen Effekt auf das Gleichgewicht der Kräfte in Europa zu kompensieren. Dieser Teil seiner Analyse wurde durch Margaret Thatcher, bekanntermaßen eine Atlantikerin, ernster genommen, die sich vergeblich darum bemühte, den sowjetischen Präsidenten Michail Gorbatschow davon zu überzeugen, die deutsche Vereinigung zu verhindern.
Obwohl er angeblich eine gute Beziehung zu Margaret Thatcher unterhielt (sie merkte an, ihre eigene monetaristische Politik stamme von Powell, was er mit der trockenen Bemerkung konterte, „wie schade, dass sie sie nicht verstanden hat“), kam er 1985 bei seinem Protest gegen ihre Unterstützung für den Anglo-Irischen Vertrag mit ihr in Konflikt, in dessen Verlauf er sein Abgeordnetenmandat aus Protest niederlegte, es bei der anschließenden Nachwahl allerdings wieder erwarb. Bei den Unterhauswahlen 1987 verlor er sein Mandat an den SDLP-Abgeordneten Eddie McGrady, hauptsächlich wegen demografischer Änderungen und Änderungen im Zuschnitt seines Wahlkreises, so dass wesentlich mehr Katholiken zum Wahlkreis South Down als vorher gehörten. Ironischerweise fanden die Änderungen der Wahlkreisgrenzen aufgrund Powells Kampagne für eine höhere Zahl von Abgeordneten aus Nordirland statt, für die er eingetreten war, um Nordirland gleichwertig zu den übrigen Teilen des Vereinigten Königreiches repräsentieren zu lassen und in der Absicht, weitere Schritte auf dem Weg zur Integration zu unternehmen.
Sein Unionismus blockierte indes nicht seine Fähigkeit zu unabhängigem Denken; er stand der Erschießung von drei unbewaffneten IRA-Mitgliedern in Gibraltar 1988 kritisch gegenüber.

### Tod
Enoch Powell starb 1998 an der Parkinson-Krankheit im Alter von 85 Jahren und wurde auf dem Warwick Regimentsfriedhof in Warwickshire in seiner Kriegsuniform begraben. Seine Ehefrau Pamela, mit der er seit 1952 verheiratet war und ihre Töchter überlebten ihn. Margaret Thatcher, die ihm viel zu verdanken hatte, blieb seiner Beerdigung fern – im Gegensatz zu ihrem Ehemann.

## Privatmann und Dichter
Obwohl zunächst Atheist, wurde Powell später überzeugter Anhänger der Anglikanischen Kirche, weil er 1949 auf dem Weg zu seiner Wohnung in seinem späteren Wahlkreis glaubte, „die Kirchenglocken von St. Peters’s Wolverhampton gehört“ zu haben. Später wurde er zum Kirchenältesten von St Margaret’s, Westminster. Er verwandte viel Zeit seines späteren Lebens mit dem Versuch nachzuweisen, dass bei strenger Lesung Christus nicht gekreuzigt, sondern erhängt wurde.
Powell lernte mit fünf Jahren von seiner Mutter, Altgriechisch zu lesen. Im Alter von 70 Jahren lernte er seine zwölfte und letzte Sprache, Hebräisch. Acht Sprachen beherrschte er fließend.
2002 erschien Powell auf der Liste der „100 größten Briten“ (einem von der BBC gesponserten und von der Öffentlichkeit entschiedenen Wettbewerb). Powell bemerkte, dass „alle politischen Karrieren in einem Misserfolg enden“ und fügte hinzu, dass dies insbesondere auf ihn selbst zutraf. Tony Benn (ein persönlicher Freund aus der Labour Party, den Powell bei dem Kampf um die Ablegung seines Adelstitels (Peerage Act 1963) unterstützt hatte) bezeichnete ihn als einen der letzten Politiker, der die Verpflichtung gegenüber seinen Wählern vor die Loyalität zu seiner Partei oder die Sicherheit seiner Karriere gestellt habe.
Powell bewies rhetorische Fähigkeiten auch jenseits der Politik. Er war ein Dichter von beachtenswerter Reife, der vier Gedichtsammlungen veröffentlichte: „First Poems“, „Casting Off“, „Dancer’s End“ und „The Wedding Gift“. Seine „Gesammelten Gedichte“ erschienen 1990. Er übersetzte Herodot und veröffentlichte viele andere Werke über antike Literatur. Er schrieb ebenfalls eine Biographie über Joseph Chamberlain. Powell publizierte außerdem viele Bücher zu politischen Themen und Sammlungen seiner Reden. Seine politischen Publikationen waren häufig gegenüber seiner eigenen Partei ebenso kritisch wie gegenüber der gegnerischen Labour Party, oft machte er sich einen Spaß daraus, das, was er als logische Fehler oder Widerspruch zwischen Anspruch und Wirklichkeit ansah, aufzuspießen. Sein Buch „Freiheit & Realität“ enthielt viele seiner Meinung nach unsinnige Zitate aus Labour-Beschlüssen oder von Harold Wilson.

## Werke
- A lexicon to Herodotus. Cambridge University Press, Cambridge 1938 (Nachdruck: Olms, Hildesheim 1960). (archive.org)
- The history of Herodotus. Cambridge University Press, Cambridge 1939 (Reprint: Hakkert, Amsterdam 1967).
- Saving in a free society. Hutchinson, London 1960.
- (mit Keith Wallis): The House of Lords in the middle ages. A history of the English House of Lords to 1540. Weidenfeld & Nicolson, London 1968.
- Freedom and Reality. Eliot Rightwat Books, Kingswood 1969, ISBN 0-7160-0541-7 (Dieser Band enthält den Text seiner Ströme-von-Blut-Rede)
- The Common Market - the case against. Elliot Right Way Books, Kingswood, Surrey 1971.
- No easy answers. The Seabury Pr., New York 1973.
- Joseph Chamberlain. Thames and Hudson, London 1977, ISBN 0-500-01185-0.
- A nation or no nation? Six years in British politics. Batsford, London 1978, ISBN 0-7134-1542-8
- Wrestling with the Angel. Sheldon Press, London 1977, ISBN 0-85969-127-6
- Richard Ritchie (Hrsg.): Enoch Powell on 1992. Anaya Publ., London 1989, ISBN 1-85470-008-1.
- Collectled poems. Bellew, London 1990, ISBN 0-947792-36-8.
- Rex Collings (Hrsg.): Reflections of a Statesman. Bellew, London 1991, ISBN 0-947792-88-0.
- The evolution of the Gospel. A new translation of the First Gospel, with commentary and introductory essay. Yale University Press, New Haven 1994, ISBN 0-300-05421-1.